# Borrum
Borrum är ett säteri i Börrums socken, Hammarkinds härad, Söderköpings kommun.
Borrum tillhörde under medeltiden kyrkan, fram till 1236 Byarums nunnekloster, och hamnade därefter under Linköpings biskopsstol. Bland senare tiders ägare märks Nils Göransson Stiernsköld och hans son Claes Nilsson Stiernsköld. Senare ägare var släkterna Rosenhielm, Gyllenstierna, Mörner och Mannerstråle.
Nuvarande manggårdsbyggnad av trä torde vara uppförd redan under 1500-talet, men har genomgått omfattande ombyggnader.